# Lužec nad Vltavou
Lužec nad Vltavou – gmina w Czechach, w powiecie Mielnik, w kraju środkowoczeskim. Według danych z dnia 1 stycznia 2013 liczyła 1 377 mieszkańców.